# Ангулен
Ангуле́н (фр. Angoulins) — коммуна во Франции, находится в регионе Пуату — Шаранта. Департамент коммуны — Шаранта Приморская. Входит в состав кантона Эйтре. Округ коммуны — Ла-Рошель.
Код INSEE коммуны — 17010.

## Население
Население коммуны на 2010 год составляло 3739 человек.
| 1962 | 1968 | 1975 | 1982 | 1990 | 1999 | 2010 |
| ---- | ---- | ---- | ---- | ---- | ---- | ---- |
| 1917 | 2126 | 2149 | 2441 | 2908 | 3501 | 3739 |

## Экономика
В 2010 году среди 2356 человек трудоспособного возраста (15—64 лет) 1583 были экономически активными, 773 — неактивными (показатель активности — 67,2 %, в 1999 году было 67,4 %). Из 1583 активных жителей работали 1417 человек (727 мужчин и 690 женщин), безработных было 166 (80 мужчин и 86 женщин). Среди 773 неактивных 236 человек были учениками или студентами, 356 — пенсионерами, 181 были неактивными по другим причинам.